# Clubiona dubia
Clubiona dubia är en spindelart som beskrevs av O. Pickard-Cambridge 1869. Clubiona dubia ingår i släktet Clubiona och familjen säckspindlar. Inga underarter finns listade i Catalogue of Life.